# Zenina
A Zenina a Zénó férfinév kicsinyítőképzős párja.

## Gyakorisága
Az 1990-es években szórványos név, a 2000-es években nem szerepel a 100 leggyakoribb női név között.

## Névnapok
- április 12.[2]
- június 5.[2]